# Jan Vivien de Chateaubrun
Jan Vivien de Chateaubrun (zm. 9 grudnia 1919) – ziemianin, poseł na galicyjski Sejm Krajowy
Ziemianin, właściciel dóbr Poznanka Hetmańska koło Grzymałowa. Członek i działacz Galicyjskiego Towarzystwa Gospodarskiego, jego wiceprezes (18 czerwca 1903 – 15 czerwca 1911).
Poseł do Sejmu Krajowego Galicji VI i VII kadencji (1889–1901), wybrany do Sejmu Krajowego z I kurii obwodu Tarnopol, z okręgu wyborczego Tarnopol.